# Princípio de Church-Turing-Deutsch
Em ciência da computação e física quântica, o princípio de Church-Turing-Deutsch (princípio CTD) é uma forma física mais forte da tese de Church-Turing formulada por David Deutsch em 1985.  O princípio afirma que um dispositivo de computação universal pode simular todos os processos físicos.

## História
O princípio foi declarado por Deutsch em 1985 com relação a máquinas e processos finitários. Ele observou que a física clássica, que faz uso do conceito de números reais, não pode ser simulada por uma máquina de Turing, que só pode representar reais computáveis. Deutsch propôs que os computadores quânticos podem realmente obedecer ao princípio CTD, presumindo que as leis da física quântica podem descrever completamente todos os processos físicos.
Uma versão anterior desta tese para computadores clássicos foi declarada pelo amigo e aluno de Alan Turing, Robin Gandy, em 1980.  